# Fomite
Fomitele sunt obiecte inanimate contaminate, cum ar fi lenjeria, batistele, jucările, cărțile, clanțele, robinetele, tastaturile de computer, paharele de băut, ustensile de gătit sau îmbrăcămintea, care adăpostesc microorganisme patogene și acționează ca vectori pasivi în transmiterea unor boli contagioase de la un individ la altul sau dintr-o locație în alta. Fomitele pot transmite boli virale (rotavirusuri, COVID-19), bacteriene (holera), micotice (dermatofițiile) sau parazitare (lenjeria de pat contaminată cu ouăle oxiurilor). Fomitele servesc ca vectori în transmiterea infecțiilor nosocomiale (seringile și acele contaminate pot transmite indirect virusurile hepatitei B sau SIDA). Pentru profilaxia transmiterii maladiilor contagioase prin fomite se recomandă spălarea frecventă a mâinilor, purtarea mănușilor și dezinfecția spațiilor.